# Grå frötangara
Grå frötangara(Sporophila intermedia) är en fågel i familjen tangaror inom ordningen tättingar.

## Utseende
Grå frötangara är en liten finkliknande fågel. Hanen är ljusgrå med vit buk, en vit handbasfläck och tjock gul- eller skäraktig näbb med böjd över näbbhalva. Honan är mellanbrun, mycket lik honor av andra frötangaror, framför allt skifferfrötangaran. Näbben är dock tydligt mörkt svartaktig.

## Utbredning och systematik
Grå frötangara delas in i tre underarter med följande utbredning:
- S. i. bogotensis – Colombia (västra Anderna, Magdalena och Cauca)
- S. i. anchicayae – Colombia (Río Anchicayá)
- S. i. intermedia – östra Colombia till norra Venezuela, västra Guyana och nordöstra Brasilien, Trinidad

Underarten anchicayae anses av vissa vara en hybrid mellan bogotensis och underarten hicksii hos variabel frötangara.

### Familjetillhörighet
Liksom andra finkliknande tangaror placerades denna art tidigare i familjen Emberizidae. Genetiska studier visar dock att den är en del av tangarorna.

## Levnadssätt
Grå frötangara är en relativt vanlig fågel i öppna gräs- och buskmarker. Den ses vanligen i småflockar, ibland med andra frötangaror.

## Status
Arten har ett stort utbredningsområde och beståndet anses stabilt. Internationella naturvårdsunionen IUCN listar den därför som livskraftig (LC).